# Успенский, Николай Семёнович
Николай Семёнович Успенский (1870—1922) — русский учёный в области горного дела.

## Биография
Окончил Петербургский горный университет в 1893 году.
Работал на ряде предприятий Урала и Кавказа (Кедабекский медеплавильный завод братьев Сименс в Азербайджане).
С 1907 года — профессор Донского политехнического института, а затем — Бакинского политехнического института.
В период с 1913 по 1922 годы возглавлял кафедру «Горного искусства» ДПИ.
В 1918—1921 годах был ректором Донского политехнического института.
В начале 1922 года был вынужден перейти на службу в Бакинский политехникум, одновременно продолжая работать в ДПИ.
Погиб трагически в 1922 году, заразившись сыпным тифом по дороге из Баку в Новочеркасск, куда приезжал экзаменовать студентов.
Был женат, в семье росло четверо детей.
Основные труды учёного посвящены вопросам ударного бурения. Результаты его работ изложены в сочинении «Курс глубокого бурения ударным способом» (1924).